# Луцій Кальпурній Бібул
Луцій Кальпурній Бібул (*Lucius Calpurnius Bibulus, 68 до н. е. —32 до н. е.) — політичний та військовий діяч Римської республіки.

## Життєпис
Походив з впливового плебейського роду Кальпурніїв. Син Марка Кальпурнія Бібула, консула 59 року до н. е.
У 45 році до н. е. навчався в Афінах. У 43 році до н. е. приєднався до Марка Брута в Македонії. За рішенням Октавіана й Марка Антонія Луція Бібула було проскрибовано. У 42 році до н. е. командував авангардом Брута і Касія на шляху до Філіпп. Після поразки при Філіппах здався Антонію і перейшов до нього на службу.
У 36 році до н. е. служив на флоті на посаді префекта. Був посланий Антонієм для допомоги Октавіану у боротьбі проти Секста Помпея. Наприкінці року виконував дипломатичне доручення від Антонія до Октавіана. У 34—32 роках до н. е. як проконсул керував провінцією Сирія. Помер на посаді.